# Barbara Bui
Barbara Bui (Parigi, 1957) è una stilista francese.

## Biografia
Nata a Parigi, da padre vietnamita e madre francese, Barbara Bui è entrata nel mondo della moda aprendo nel 1983 in Rue de Turbigo, Parigi, il Kabuki, uno studio-boutique in cui vendeva realizzazioni sue e di amici. La firma Barbara Bui è apparsa per la prima volta sulle passerelle nel 1987 a Parigi. L'anno dopo la stilista ha aperto il suo primo nogozio 'Barbara Bui', sempre a Parigi.
Il 1998 ha visto l'affermarsi delle iniziali BB nel mondo dell'alta moda. Il marchio Barbara Bui è diventato una S.p.A. e nel 1999 ha espanso il proprio mercato con l'apertura di nuove boutique a Parigi, New York e Milano. L'offerta si è allargata negli anni successivi agli accessori (borse, scarpe e gioielli).
Dal 2003 Barbara Bui è membro dell'Associazione francese per l'Haute Couture.
La partnership stretta nel 2007 con Bosco di Ciliegi Group ha portato il marchio in Russia con una prima boutique a Mosca, sulla Piazza Rossa, quindi a Ekaterinburg e Krasnodar.